# Callionymus maculatus
Callionymus maculatus é uma espécie de peixe pertencente à família Callionymidae.
A autoridade científica da espécie é Rafinesque, tendo sido descrita no ano de 1810.

## Portugal
Encontra-se presente em Portugal, onde é uma espécie nativa.
O seu nome comum é peixe-pau-malhado.

## Descrição
Trata-se de uma espécie marinha. Atinge os 13 cm de comprimento total , com base de indivíduos de sexo indeterminado.